# Marlierea regeliana
Marlierea regeliana är en myrtenväxtart som beskrevs av Otto Karl Berg. Marlierea regeliana ingår i släktet Marlierea och familjen myrtenväxter. Inga underarter finns listade i Catalogue of Life.